# Wielki Międzyrzecz
Wielki Międzyrzecz (ukr. Великі Межирічі, Wełyki Meżyriczi) − wieś na Ukrainie, w obwodzie rówieńskim, w rejonie korzeckim. W 2001 roku liczyła 2192 mieszkańców.
Na przełomie XVI i XVII wieku Międzyrzycz leżał w województwie wołyńskim.

## Historia
Prywatne miasto kniazia Joachima Koreckiego w 1577. Stanowił własność m.in. Ostrogskich, Koreckich, Lubomirskich i Steckich, którzy wznieśli tu pałac i stworzyli park pod koniec XVIII wieku, a w 1702 ufundowali kościół i założyli kolegium pijarów w 1814 zmienione w gimnazjum, a w 1832 zamknięte przez władze rosyjskie; od 1793 w zaborze rosyjskim. W Międzyrzeczu działał twórca chasydyzmu, rabin Dow Ber z Międzyrzecza.
W okresie międzywojennym w granicach Polski. Miasto było siedzibą gminy Międzyrzecz. W okresie od września 1939 do 1941 pod okupacją radziecką, następnie do 1944 pod okupacją niemiecką. Od 1945 do 1991 w granicach Ukraińskiej SRR.
Do 1942 większość mieszkańców miejscowości stanowili Żydzi. Drugą pod względem liczebności grupą narodowościową byli Ukraińcy; oprócz nich w mieście żyli także Polacy. Wkrótce po zajęciu miasta przez 6. niemiecką armię polową w 1941, ukraińscy nacjonaliści dokonali pogromu, podczas którego Żydów bito i gwałcono oraz plądrowano ich domy. 22 maja 1942 1600 Żydów z Międzyrzecza rozstrzelano. Zbrodnię przeprowadziło Sicherheitsdienst z Równego oraz pluton 1. kompanii 33. batalionu policyjnego, przy współudziale niemieckiej żandarmerii i ukraińskiej policji. Na miejsce zamordowanych przesiedlono Żydów z okolicznych wsi, dla których utworzono getto. Getto zlikwidowano 26 września 1942 rozstrzeliwując 1,5 tysiąca jego mieszkańców. W 1943 roku Międzyrzecz stał się schronieniem dla polskich uchodźców z rzezi wołyńskiej, którzy zajmowali opuszczone domy żydowskie. Uchodźcy liczyli na ochronę niemieckiej załogi miejscowości. Latem 1943 roku podczas napadu Ukraińskiej Powstańczej Armii zginęła nieustalona liczba Polaków; ocaleni zbiegli do Równego.

## Zabytki
- pałac z drugiej połowy XVIII wieku, klasycystyczny, z pozostałościami parku, według projektu Szymona B. Zuga lub Dominika Merliniego
- zamek obronny[5] zbudowany pod koniec XV wieku; w 1648 i 1660 roku zdobyty i obrabowany przez Kozaków; pozostały tylko wały obronne
- kościół oo. pijarów pw. św. Antoniego z lat 1702-1725, barokowy; obecnie w ruinie